# NGC 1280
NGC 1280 је спирална галаксија у сазвежђу Кит која се налази на NGC листи објеката дубоког неба.
Деклинација објекта је - 0° 10' 8" а ректасцензија 3h 17m 57,0s. Привидна величина (магнитуда) објекта NGC 1280 износи 13,4 а фотографска магнитуда 14,1. NGC 1280 је још познат и под ознакама UGC 2652, MCG 0-9-50, CGCG 390-51, IRAS 03154-0021, PGC 12262.